# Santa Paola Romana (Kardinalstitel)
Der Titel eines  Kardinalpriesters von Santa Paola Romana  wurde von Papst Franziskus im Rahmen des Konsistoriums vom 14. Februar 2015 an der gleichnamigen römischen Pfarrkirche neu geschaffen.

## Geschichte
Am 4. Januar 2015 kündigte Papst Franziskus am Ende des sonntäglichen Angelusgebetes für den 14. Februar 2015 ein Konsistorium zur Kreierung von 20 Kardinälen an.
Mit der Ernennung der neuen Kardinäle beim Konsistorium stieg die Gesamtzahl der Kardinäle auf die bis dato nicht erreichte Zahl von 227. Es wurden daher 11 neue Titel eines Kardinalpriesters geschaffen.

## Titelinhaber

### Aktueller Kardinalpriester
| Name                     | Land  | Geboren       | Alter 1 | Ernennung 2      | durch Papst | Anmerkungen       |
| ------------------------ | ----- | ------------- | ------- | ---------------- | ----------- | ----------------- |
| Mafi, Soane Patita Paini | Tonga | 19. Dez. 1961 | 63      | 14. Februar 2015 | Franziskus  | Bischof von Tonga |

### Bisherige Kardinalpriester
Keine